# Solenolaimus obtusus
Solenolaimus obtusus är en rundmaskart som beskrevs av Nathan Augustus Cobb 1894. Solenolaimus obtusus ingår i släktet Solenolaimus och familjen Siphonolaimidae. Inga underarter finns listade i Catalogue of Life.